# هيرومي شينيا
هيرومي شينيا (باليابانية: 新谷弘実؛ بالكانا: しんや ひろみ) هو جراح ياباني، ولد في 1935 في ياناغاوا في اليابان.